# Train de banlieue d'Adélaïde
Le Train de banlieue d'Adélaïde est le réseau de trains de banlieue de la ville d'Adélaïde, en Australie. Il compte actuellement six lignes au départ de la gare d'Adélaïde.

## Réseau
Le réseau compte six lignes :
- Gawler Central line. Elle relie la gare d'Adélaïde au Nord, et est longue de 42 kilomètres. Son terminus est la gare centrale de Gawler.

- Seaford line. Elle relie la gare d'Adélaïde au Sud, et est longue de 30 kilomètres. Son terminus est Noarlunga Centre.

- Flinders line. Il s'agit d'une branche de la Noarlunga line, longue de 4 kilomètres, vers la gare de Tonsley.

- Outer Harbor line. Elle relie la gare d'Adélaïde au Nord-Ouest, et est longue de 22 kilomètres. Son terminus est la gare centrale de Outer Harbor.

- Grange line. Il s'agit d'une branche de la Outer Harbor line, longue de 6 kilomètres, vers la gare de Grange.

- Belair line.  Elle relie la gare d'Adélaïde au Sud-Est, et est longue de 22 kilomètres. Son terminus est Belair.